# Lasioglossum sablense
Lasioglossum sablense är en biart som först beskrevs av Jason Gibbs 2010. Den ingår i släktet smalbin och familjen vägbin. Arten förekommer endast på en liten kanadensisk Atlantö.

## Beskrivning
Huvudet och mellankroppen är ljust guldgult med grönt eller blått skimmer. Munskölden är mörkbrun på den övre halvan. Antennerna är mörkbruna med undersidan på de yttre delarna rödbrun; hos hanen kan den övergå till orange. Benen är bruna med rödbruna fötter på de fyra bakre benen hos honan; hos hanen är ben och fötter övervägande brungula. Vingarna är halvgenomskinliga med ljust brungula ribbor och mörkt rödbruna till brungula vingfästen. Hos honan är tergiterna, bakkroppens segment på ovansidan, guldgröna, medan sterniterna, motsvarande segment på bakkroppens undersida, är bruna. Både tergiter och sterniter har genomskinligt brungula bakkanter. Hanen har hela bakkroppen brun med rödbruna bakkanter på segmenten. Behåringen är vitaktig och tämligen gles; hanen kan dock ha något kraftigare behåring i ansiktet under ögonen. Som de flesta smalbin är arten liten; honan har en kroppslängd på 5,8 till 6,1 mm och en framvingelängd på 4,1 till 4,4 mm; motsvarande mått hos hanen är 5,2 till 6 mm för kroppslängden och 3,7 till 3,9 mm för framvingelängden.

## Utbredning
Arten finns endast på Sable Island, en ö utanför Nova Scotias kust.

## Ekologi

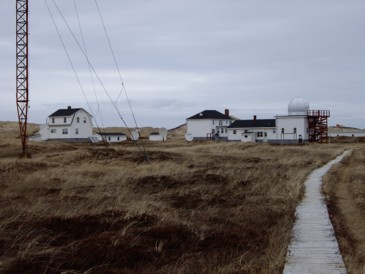
Typisk terräng på Sable Island

Sable Island, som arten lever på, är huvudsakligen sandtäckt. På ön finns endast 13 till 15 km2 terräng som lämpar sig för artens behov, ungefär 40% av öns hela yta. Terrängen består framför allt av gräsmarker och hed.

### Födosök
Lasioglossum sablense är aktiv från juni till mitten av september. Den är polylektisk, den flyger till blommande växter från många olika familjer: Korgblommiga växter som röllikor, ljungväxter som odonsläktet, dunörtsväxter som nattljussläktet, och slideväxter som trampörter.

### Fortplantning
Arten är eusocial, den bildar samhällen med tre kaster, drottningar, hanar (drönare) och arbetare, där de befruktade, parningsdugliga honorna, drottningarna, övervintrar som vuxna. De kommer fram på våren, och gräver ut ett bo i marken. Först producerar drottningen arbetare; könsdjur, hanar och ungdrottningar, börjar komma fram under sensommaren.. 

### Bevarandestatus och hotbild
Biet är skyddat enligt federal kanadensisk lag, och betraktas som hotat. Främsta hotet är det mycket lilla utbredningsområdet, och arten är dessutom hotad av stormar, stigande havsnivå, möjlig, framtida ekoturism, invasiva arter som riskerar att slå ut dess värdväxter samt de införda hästarnas betande.

## Etymologi
Artepitetet sablense refererar till artens enda hemvist, Sable Island.